# Платинум Старс
«Платинум Старс» (англ. Platinum Stars Football Club) — бывший южноафриканский футбольный клуб из Рустенбурга, основанный в 1998 году на базе малоизвестного клуба «Каку Фаст XI». Выступал в Премьер-лиге ЮАР. Домашние матчи проводил на стадионе «Роял Бафокенг». До 2007 года клуб был известен под такими названиями, как:«Мапате Сильвер Старс», «Тайкун Сильвер Старс», «ХП Сильвер Старс» и «Сильвер Старс». С появлением нового владельца команда была переименована в «Платинум Старс». В 2018 году команда была распущена, на ее базе создана новая — "Кейп Умоя Юнайтед".

## История
«Платинум Старс» свой первый сезон (1998/1999) после образования провели во Втором дивизионе ЮАР, сразу же став его победителями. В сезоне 2002/2003 «Львы Севера» стали победителями Первого дивизиона и пробились в число лучших клубов ЮАР. За шесть сезонов, проведенных на данный момент клубом в Премьер-лиге ЮАР, «Магнаты» зарекомендовали себя крепким коллективом, став в сезоне 2006/2007 вице-чемпионами страны и выиграв Кубок Лиги.

## Достижения

### Местные
- Вице-чемпион Премьер-лиги ЮАР — 1 (2006/2007)
- Обладатель Кубка Лиги ЮАР — 1 (2005/2006)